# Miss Mondo 1970
Miss Mondo 1970, la ventesima edizione di Miss Mondo, si è tenuta il 20 novembre 1970, presso il Royal Albert Hall di Londra. Il concorso è stato presentato da Michael Aspel, Keith Fordyce e Bob Hope. Jennifer Hosten, rappresentante di Grenada è stata incoronata Miss Mondo 1970.
Il concorso è stato interrotto da un gruppo di donne del Women's Liberation Movement (WLM) che, sotto gli occhi di milioni di spettatori, hanno lanciato farina, pomodori e bombe puzzolenti, agitato sonagli e suonato fischietti, distribuito volantini fra il pubblico per protestare "contro l'oggettivazione delle donne nei concorsi di bellezza".

## Nella cultura di massa
Le vicende accadute durante lo svolgimento della manifestazione sono narrate nel film Il concorso, diretto da Philippa Lowthorpe nel 2020.

## Risultati
| Risultato finale | Concorrente |
| ---------------- | --- |
| Miss Mondo 1970  | - Grenada - Jennifer Hosten |
| 2ª classificata  | - Africa meridionale - Pearl Gladys Jansen |
| 3ª classificata  | - Israele - Irith Lavi |
| 4ª classificata  | - Svezia - Marjorie Christel Johansson |
| 5ª classificata  | - Sudafrica - Jillian Elizabeth Jessup |
| Finaliste        | - Brasile - Sônia Yara Guerra - Regno Unito - Yvonne Anne Ormes |
| Semifinaliste    | - Australia - Valli Kemp - Ceylon - Yolanda Shahzadi Ahlip - Ecuador - Sofia Monteverde Nimbriotis - Filippine - Minerva Manalo Cagatao - Guyana - Jennifer Diana Evan Wong - India - Heather Corinne Faville - Jugoslavia - Teresa Djelmis - Stati Uniti - Sandra Anne Wolsfeld |

## Concorrenti
- Africa meridionale - Pearl Gladys Jansen
- Argentina - Patricia Maria Charré Salazar
- Australia - Valli Kemp
- Austria - Rosemarie Resch
- Bahamas - June Justina Brown
- Belgio - Francine Martin
- Brasile - Sonia Yara Guerra
- Canada - Norma Joyce Hickey
- Ceylon - Yolanda Shahzali Ahlip
- Cipro - Louiza Anastadiades
- Colombia - Carmelina Bayona Vera
- Corea del Sud - Lee Jung-Hee
- Danimarca - Winnie Hollman
- Ecuador - Sofia Virginia Monteverde Nimbriotis
- Filippine - Minerva Manalo Cagatao
- Finlandia - Hannele Hamara
- Francia - Micheline Beaurain
- Gambia - Margaret Davies
- Germania - Dagmar Eva Ruthenberg
- Giamaica - Elizabeth Ann Lindo
- Giappone - Hisayo Nakamura
- Gibilterra - Carmen Gomez
- Grecia - Julie Vardi
- Grenada - Jennifer Hosten
- Guyana - Jennifer Diana Evan Wong
- Hong Kong - Ann Lay
- India - Heather Corinne Faville
- Irlanda - Mary Elizabeth McKinley
- Islanda - Anna Hansdottir
- Israele - Irith Lavi
- Italia - Marika de Poi
- Jugoslavia - Teresa Djelmis
- Libano - Georgina Rizk
- Liberia - Mainusa Wiles
- Lussemburgo - Rita Massard
- Malaysia - Mary Ann Wong
- Malta - Tessa Marthese Galea
- Mauritius - Florence Muller
- Messico - Libia Zulema Lopez Montemayor
- Nicaragua - Evangelina Lacayo
- Nigeria - Stella Owivri
- Norvegia - Aud Fosse
- Nuova Zelanda - Glenys Elizabeth Treweek
- Paesi Bassi - Patricia Hollman
- Porto Rico - Alma Doris Perez
- Portogallo - Ana Maria Diozo Lucas
- Regno Unito - Yvonne Anne Ormes
- Rep. Dominicana - Fatima Shecker
- Seychelles - Nicole Barallon
- Spagna - Josefina Román Gutiérrez
- Stati Uniti - Sandra Anne Wolsfeld
- Sudafrica -  Jillian Elizabeth Jessup
- Svezia - Marjorie Christel Johansson
- Svizzera - Sylvia Christina Weisser
- Thailandia - Tuanjai Amnakamart
- Tunisia - Kaltoum Khouildi
- Turchia - Afet Tugbay
- Venezuela - Tomasa Nina (Tomasita) de las Casas